# 1702 în literatură
- 1701 în literatură — 1702 în literatură — 1703 în literatură

Anul 1702 în literatură a implicat o serie de evenimente și cărți noi semnificative.

## Cărți noi
- Thomas Brown, et al. - Letters From the Dead to the Living
- Edmund Calamy - An Abridgement of Mr Baxter's History of His Life and Times
- Daniel Defoe - An Enquiry into Occasional Conformity
  - - The Mock-Mourners (despre moartea lui William III)
  - - A New Test of the Church of England's Loyalty
  - - Reformation of Manners
  - - The Shortest Way with the Dissenters
  - - The Spanish Descent
- John Dennis - The Monument
- Laurence Echard - A General Ecclesiastical History
- George Farquhar - Love and Business
- Edmund Gibson - Synodus Anglicana
- Charles Gildon (?) - A Comparison Between the Two Stages
- Examen Miscellaneum
- Edward Hyde, 1st Earl of Clarendon - The History of the Rebellion and Civil Wars in England (sau "Clarendon's History")
- George Keith - The Standard of the Quakers Examined
- John Kersey - A New English Dictionary
- Cotton Mather - Magnalia Christi Americana
- Matthew Prior - To a Young Gentleman in Love
- John Toland - Paradoxes of State
- Catherine Trotter Cockburn - A Defence of the Essay of Human Understanding